# Erbusco

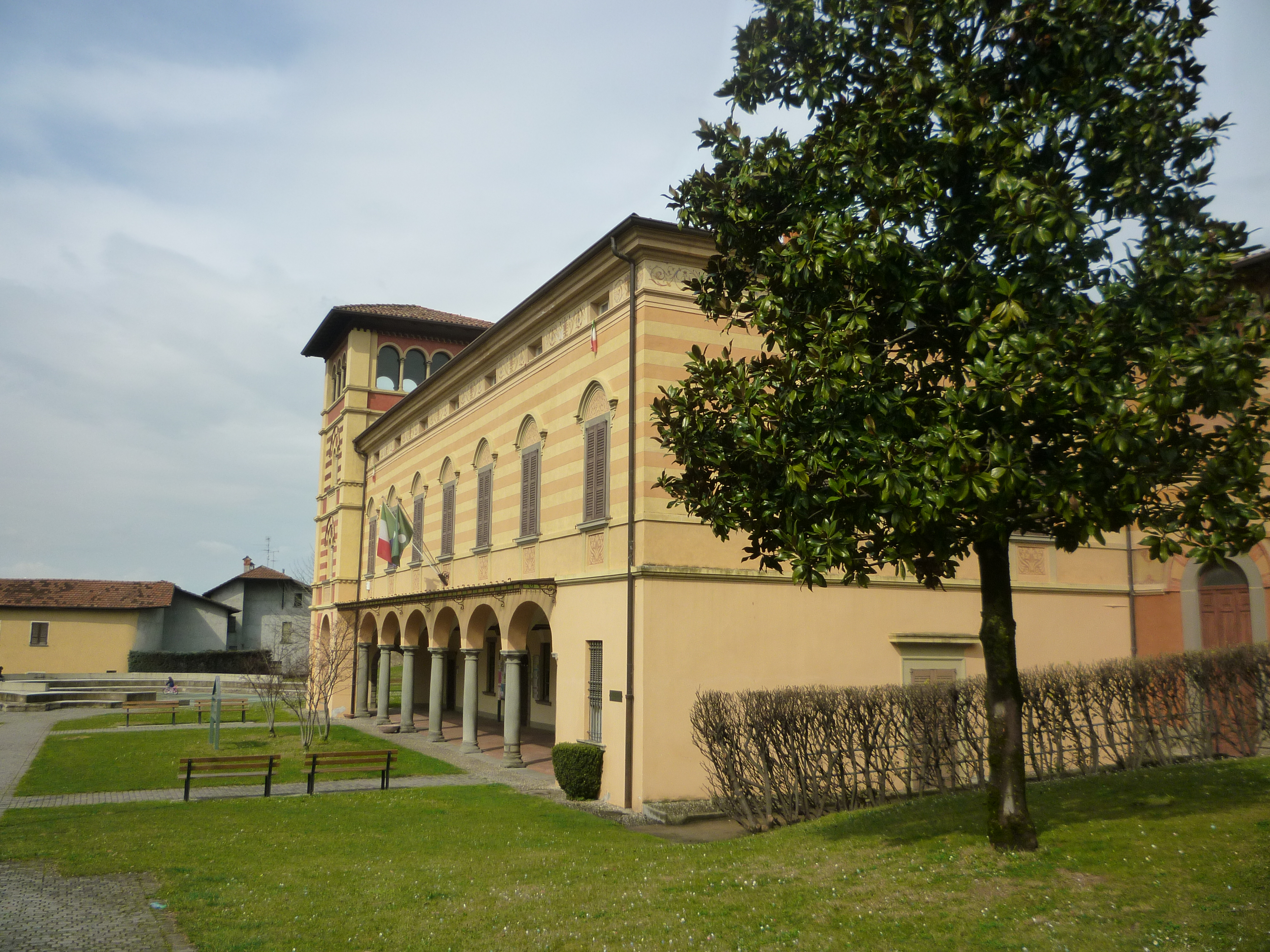
Erbusco (2015)

Erbusco ist eine norditalienische Gemeinde (comune) mit 8770 Einwohnern (Stand 31. Dezember 2023) in der Provinz Brescia in der Lombardei. Die Gemeinde liegt etwa 22 Kilometer westnordwestlich von Brescia und etwa 25 Kilometer ostsüdöstlich von Bergamo in der Franciacorta am Fuße des Monte Orfano. Westlich der Gemeinde fließt der Oglio.

## Verkehr
Durch die Gemeinde führt die Autostrada A4 von Turin nach Triest.
2001 führte der Giro d’Italia nach Erbusco.

## Söhne und Töchter
- Giovanni Battista Piccioli (* 1957), römisch-katholischer Geistlicher, früherer Weihbischof in Guayaquil und ehemaliger ernannter Bischof von Daule